# Dietmanns (Herrschaft)
Die Herrschaft Dietmanns war eine Grundherrschaft im Viertel ober dem Manhartsberg im Erzherzogtum Österreich unter der Enns, dem heutigen Niederösterreich.

## Ausdehnung
Die Herrschaft umfasste zuletzt die Ortsobrigkeit über Dietmanns sowie Dietmanns-Neugebäude und verfügte weiters über einige Untertanen in Götzles. Der Sitz der Verwaltung befand sich in Alt-Dietmanns.

## Geschichte
Letzter Inhaber der Allodialherrschaft war Georg Wilhelm von Walterskirchen, Freiherr zu Wolfsthal (1796–1865), der auch in Wolfsthal, Berg, Hundsheim und Pottenburg begütert war. Die Herrschaft wurde im Zuge der Reformen 1848/1849 aufgelöst.